# South Norfolk
Pour la circonscription électorale britannique, voir South Norfolk (circonscription britannique).

Localisation du South Norfolk dans le Norfolk

Le South Norfolk est un district non métropolitain du Norfolk, en Angleterre. Le conseil de district siège à Long Stratton.
Il a été créé le 1er avril 1974 par le Local Government Act 1972. Il est issu de la fusion des districts urbains de Diss et Wymondham, et des districts de ruraux de Depwade, Forehoe and Henstead et Loddon.